# Francesco Floriani

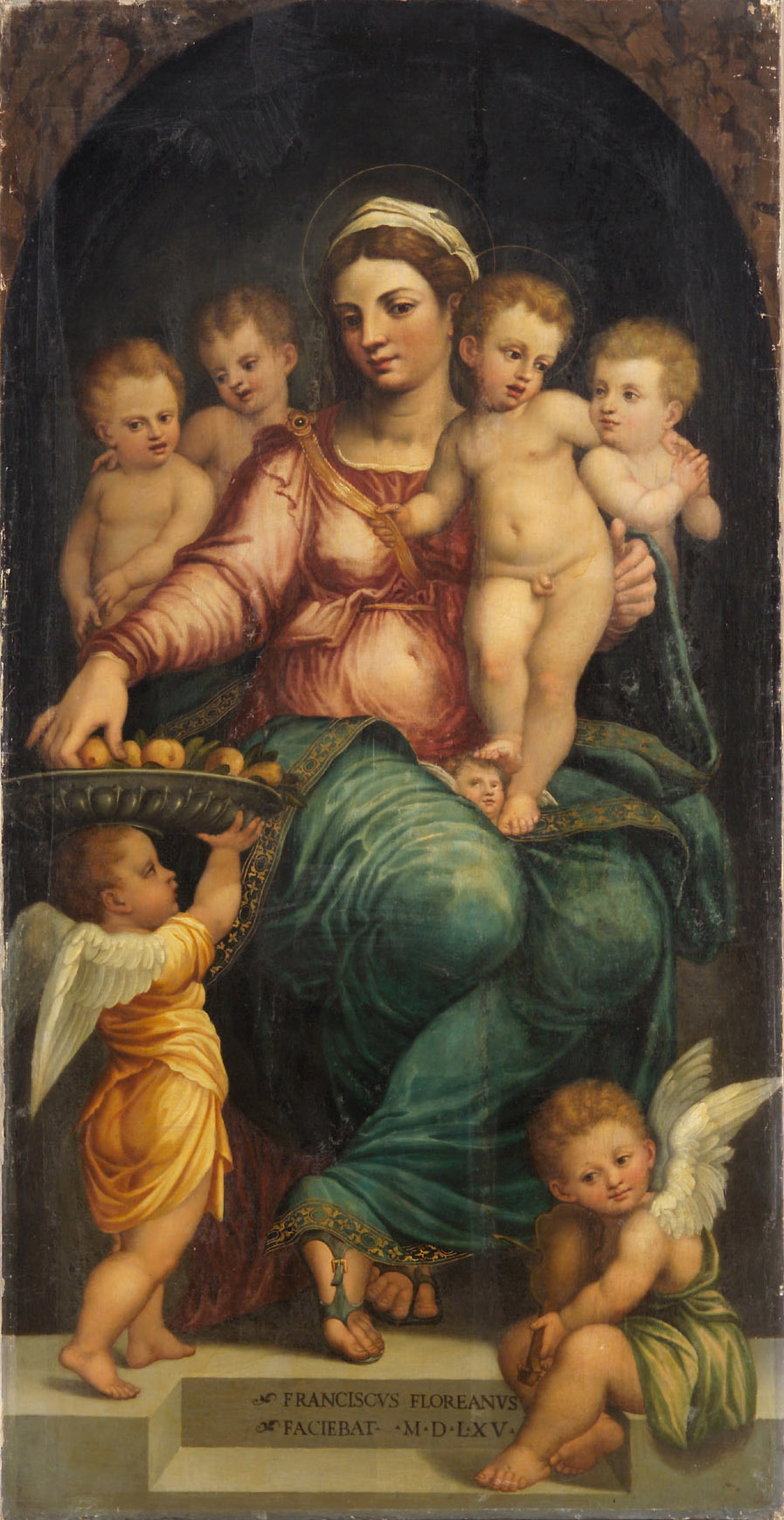
Madonna col Bambino e angeli, 1565, 153x79 cm, Vienna, Kunsthistorisches Museum

Francesco Floriani (anche Floreani) (Udine, dopo il 1500 – 1586 circa) è stato un pittore e architetto italiano.

## Biografia
A partire dal 1523 Francesco Floriani lavorò con il fratello minore Antonio, con Luca Monverde e Sebastiano Florigerio, sotto la guida di Pellegrino da San Daniele.
Passò molti anni a Vienna al servizio di Massimiliano II. Ha lasciato una raccolta di disegni a penna ed inchiostro per progetti di edifici pubblici (ponti, palazzi, teatri, ecc.).
Gli storici dell'arte antichi (tra cui il Vasari) ci riportano il fatto che eccelleva nei ritratti. Negli anni della maturità il suo stile si avvicinò a quello di Pomponio Amalteo.
Il Floreani fu anche un affermato architetto ed ingegnere idraulico: nel 1552 e successivamente nel 1570 progettò la riforma delle conduzioni d'acqua alle fontane pubbliche di Udine; dal 1561 fu impegnato nella direzione dei lavori di ricostruzione del castello di Udine, dopo la morte di Giovanni da Udine, e nel 1566 progettò ed eseguì i lavori di ristrutturazione per il salone centrale e realizzò la scala che porta al castello dalla loggia di S. Giovanni. Progettò (anche se realizzato solo in parte) il Monte di pietà e quello della Chiesa del Cristo (non realizzato); mentre per la chiesa di San Giacomo disegnò il fonte battesimale.

## Opere
- Giuditta che taglia la testa di Oloferne - opera citata dal Vasari, che dice appartenere all'imperatore Massimiliano II;
- Madonna con Bambino circondata da angeli - Chiesa parrocchiale di Reana del Rojale (1565);
- Sacra Famiglia - Civici Musei e Gallerie di Storia ed Arte - Sala VI - Udine [1] (1573) ;
- Pala d'altare presso la chiesa di San Lorenzo martire di Varmo (1584);
- Pentecoste presso la chiesa parrocchiale di Santa Maria Assunta di Faedis (1593).